# Helena Modrzejewska

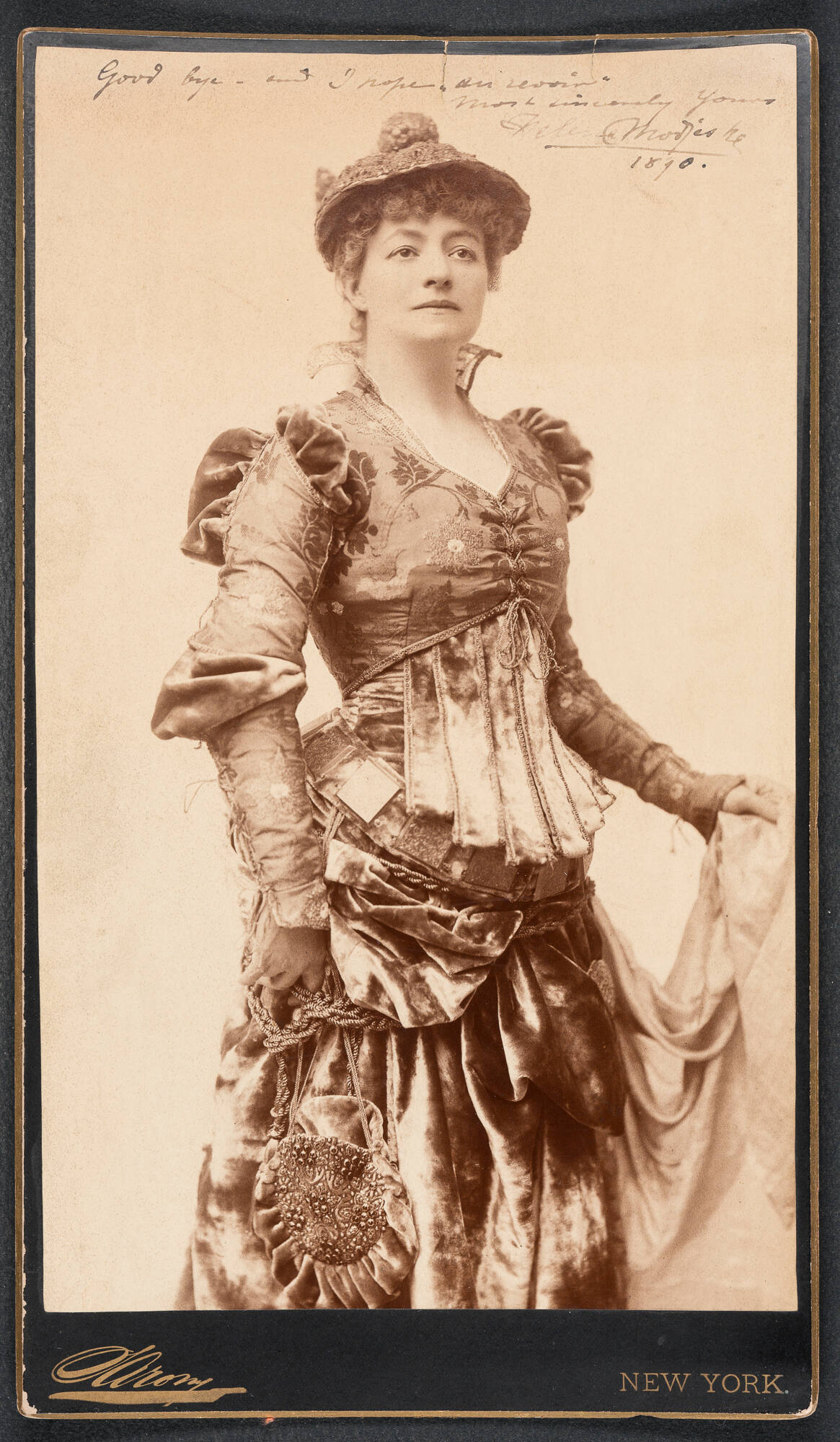
Helena Modjeska,
Foto: Napoleon Sarony, circa 1890

Helena Modrzejewska, eigentlich Jadwiga Helena Misel, verheiratete Chłapowska (* 12. Oktober 1840 in Krakau; † 8. April 1909 in Newport Beach, Kalifornien, USA), war eine polnische Schauspielerin. Sie gehört zusammen mit Sarah Bernhardt und Eleonora Duse zu den wichtigsten Bühnenkünstlerinnen des 19. Jahrhunderts.

## Leben
1863 debütierte sie in einem Amateurtheater in Lemberg, worauf einige Wanderjahre in Galizien folgten. 1865 versuchte sie in Wien engagiert zu werden, was ihr jedoch aufgrund ihrer schwachen Deutschkenntnisse nicht gelang. 1865 wurde sie am Stadttheater Krakau engagiert, wo sie mit wachsendem Erfolg vier Spielzeiten blieb. 1869 bis 1876 spielte sie in Warschau und wurde dort schnell populär. Sie nutzte ihre Bekanntheit, um auf das Repertoire Einfluss zu nehmen, wobei sie sich besonders für Shakespeare einsetzte und so den englischen Klassiker auf polnischen Bühnen populär machte.

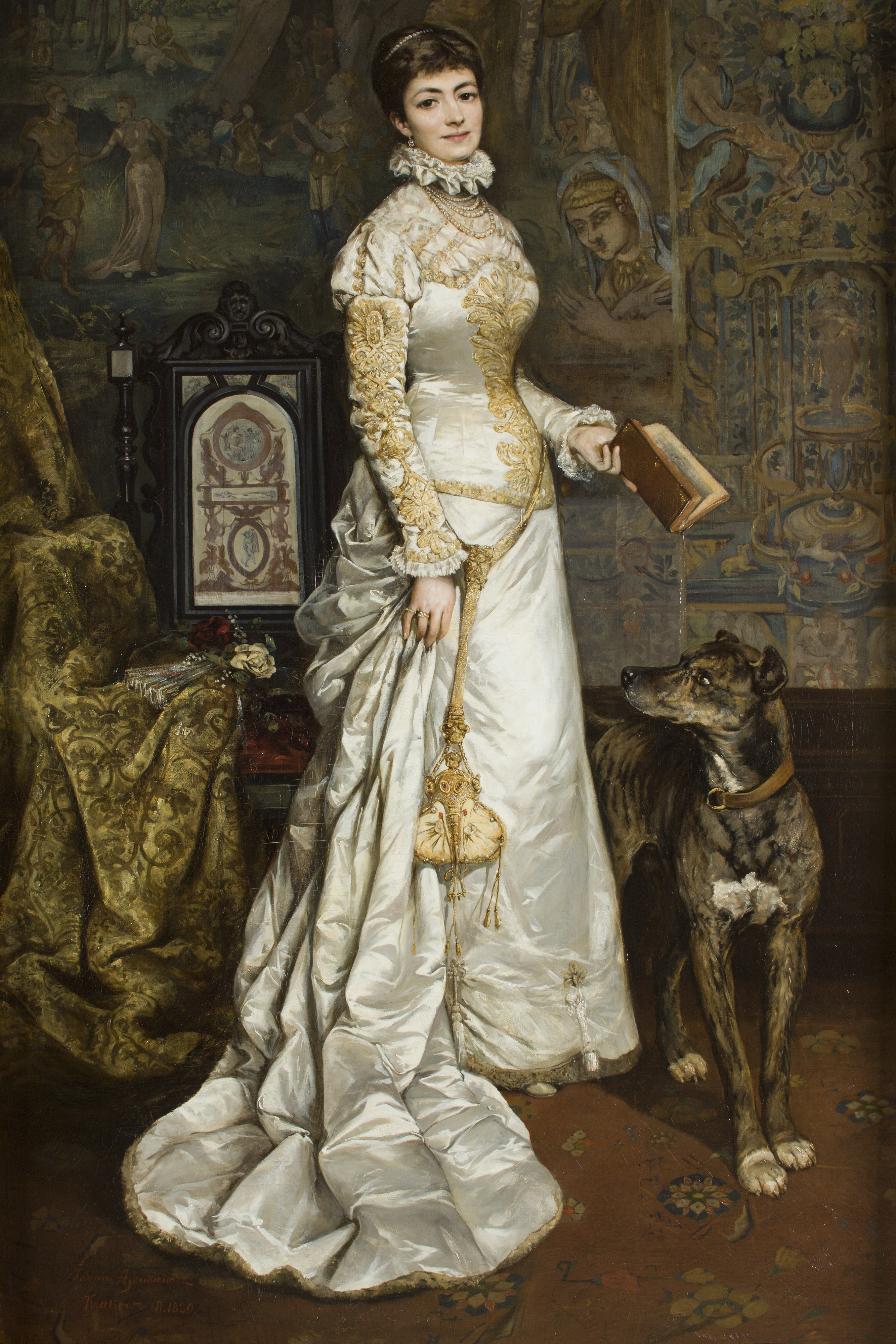
Helena Modrzejewska, Porträt von Tadeusz Ajdukiewicz

Modrzejewska emigrierte 1876 in die USA. Zu ihrer Gruppe von Emigranten, die sich in Kalifornien ansiedelten, gehörten Henryk Sienkiewicz, Julian Sypniewski und Łucjan Paprocki. Ursprünglich planten auch Stanisław Witkiewicz, der Vater von Stanisław Ignacy Witkiewicz, und Adam Chmielowski, mit dieser Gruppe aus Polen auszuwandern. Die Emigranten wurden in der Stadt Anaheim Farmer.
Modrzejewska trat fortan als Helena Modjeska auf. Sie lernte eifrig Englisch und debütierte schließlich 1877 erfolgreich am California Theatre in San Francisco in der Titelrolle von Eugène Scribes Adrienne Lecouvreur. In den folgenden Jahren unternahm sie 26 große Tourneen durch die USA. 1880 bis 1885 gastierte sie in England und wohl weiteren Städten Europas.
Am 19. Januar 1880 kam es in Warschau zu einem Skandal, als eine Gruppe von Gymnasiasten ihr nach einer dortigen Vorstellung einen Blumenstrauß mit einer Banderole in den polnischen Nationalfarben übergab. Dies galt der russischen Verwaltung als patriotische Demonstration, und die Schüler wurden der Schule verwiesen mit dem Hinweis, dass sie auch keine andere Schule aufnehmen dürfe. Einer der davon betroffenen Schüler beging daraufhin Suizid. Seine Bestattung, die von rund 10.000 Menschen begleitet wurde, wurde zu einer politischen Demonstration gegen die Obrigkeit; einige Personen wurden durch die Polizei verhaftet.
1883 nahm sie die US-amerikanische Staatsbürgerschaft an und erarbeitete sich in den USA einen vergleichbaren Status als phänomenale Schauspielerin wie bereits in ihrer Heimat, die sie häufig besuchte.
1893 wurde die intellektuell versierte Schauspielerin zum Weltfrauenkongress nach Chicago eingeladen, wo sie über die Situation der Frauen in Polen unter russischer und preußischer Herrschaft berichtete. Ihre kritischen Anmerkungen führten dazu, dass ihr verboten wurde, russisches Territorium zu betreten. Dennoch reiste sie zum letzten Mal 1902/1903 nach Polen und trat in den Theatern in Lemberg, Posen und Krakau auf. Am 2. Mai 1905 veranstaltete die Metropolitan Opera in New York City auf Initiative von Ignacy Paderewski einen Galaabend zu ihren Ehren. Sie ging anschließend noch auf eine zweijährige Tournee, um sich 1907 endgültig als Schauspielerin zurückzuziehen. Hin und wieder trat sie noch auf Wohltätigkeitsveranstaltungen auf, jedoch nicht mehr in Theaterinszenierungen. Sie schrieb nach ihrem Rückzug ihre Memoiren in englischer Sprache, die nach ihrem Tod 1910 in den USA veröffentlicht wurden. Modrzejewska starb in ihrer kalifornischen Residenz. Im Juli 1909 wurde sie feierlich in Krakau beigesetzt.
Insgesamt brachte sie es auf ein Repertoire von 260 Rollen. Sie spielte als erste Frau in Polen Rollen wie Ophelia in Hamlet oder die Julia in Romeo und Julia. Wichtige andere Rollen waren Lady Macbeth in Macbeth, die Titelrolle in Maria Stuart, Marguerite Gauthier in der Bühnenfassung von Die Kameliendame oder auch die Titelfigur in Nora oder Ein Puppenheim.
Helena Modrzejewska gehört zu den wichtigsten Schauspielerinnen des 19. Jahrhunderts und wurde oft mit Sarah Bernhardt und Eleonora Duse verglichen. Die äußerst populäre Schauspielerin galt als eine der schönsten Frauen ihrer Epoche. Helena Modrzejewska ist die Mutter des in den USA berühmt gewordenen Brückenbau-Ingenieurs Ralph Modjeski. Das traditionsreiche Stary Teatr in Krakau trägt ihren Namen.